# Эзак-Ост
Эза́к-Ост (фр. Ayzac-Ost, окс. Aisac e Òst) — коммуна во Франции, находится в регионе Юг — Пиренеи. Департамент — Верхние Пиренеи. Входит в состав кантона Аржелес-Газост. Округ коммуны — Аржелес-Газост.
Код INSEE коммуны — 65056.

## География

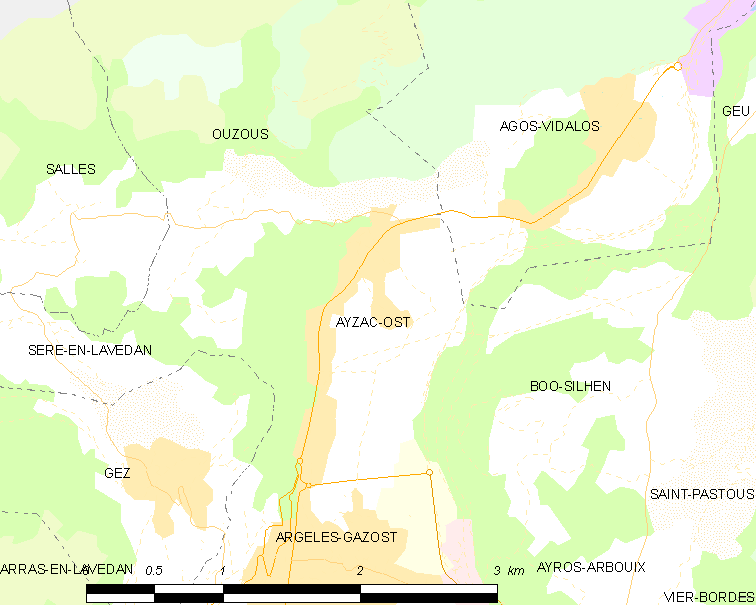
Карта коммуны

Коммуна расположена приблизительно в 680 км к югу от Парижа, в 140 км юго-западнее Тулузы, в 27 км к юго-западу от Тарба.
По территории коммуны протекают реки Гав-де-По и Бергонс (фр. Bergons).

## Климат
Климат умеренно-океанический с солнечной тёплой погодой и обильными осадками на протяжении практически всего года.

## Население
Население коммуны на 2010 год составляло 386 человек.
| 1962 | 1968 | 1975 | 1982 | 1990 | 1999 | 2010 |
| ---- | ---- | ---- | ---- | ---- | ---- | ---- |
| 350  | 367  | 381  | 375  | 369  | 388  | 386  |

## Экономика
В 2010 году среди 229 человек трудоспособного возраста (15-64 лет) 178 были экономически активными, 51 — неактивными (показатель активности — 77,7 %, в 1999 году было 66,7 %). Из 178 активных жителей работали 166 человек (91 мужчина и 75 женщин), безработных было 12 (5 мужчин и 7 женщин). Среди 51 неактивных 12 человек были учениками или студентами, 19 — пенсионерами, 20 были неактивными по другим причинам.